# Nikoides steinii
Nikoides steinii är en kräftdjursart som först beskrevs av John R. Edmondson 1935.  Nikoides steinii ingår i släktet Nikoides och familjen Processidae. Inga underarter finns listade i Catalogue of Life.